# Göteborgs Nyheter
Göteborgs Nyheter var en veckotidning som utkom 1884–1885 och 1892–1921.